# الحرس الأبيض

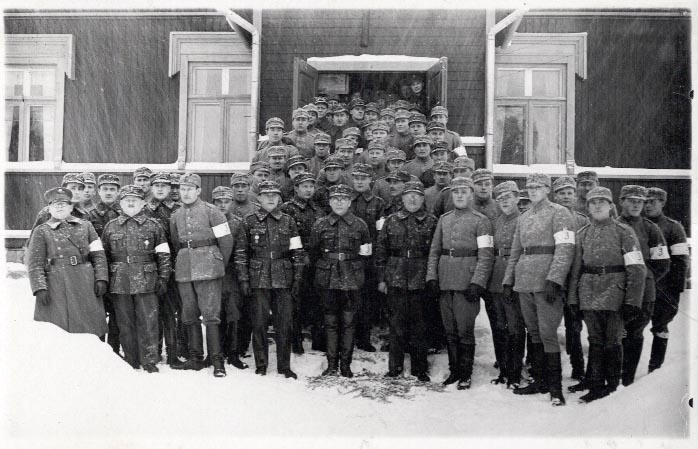
الحرس الأبيض بجزيرة سسكار في الثلاثينات.

الحرس الأبيض (بالفنلندية Suojeluskunnat) الميليشيا المنتصرة في الحرب الأهلية الفنلندية عام 1918 على قوات الحرس الأحمر الشيوعية.
أدت الثورة الروسية 1905 إلى الاضطرابات وانعدام للأمن في فنلندا، والتي كانت في حينها دوقية كبرى تحت سيادة القيصر الروسي. فتشكلت ميليشيات مدنية كرد فعل، لكن سرعان ما شكلت إلى جانبها (اليمينية منها واليسارية) جناح سياسي. كما تسببت الثورة الروسية (1917) واستقلال فنلندا الذي تلاه بصراعات في فنلندا. في 27 يناير 1918 أمرت الحكومة الفنلندية بنزع سلاح الحاميات الروسية المتبقية بقوات الحرس الأبيض، وأعلن الحـُمر الثورة في اليوم نفسه، فنشبت حرب أهلية دامية. قاد الجنرال غوستاف مانرهايم الحرس الأبيض، وكان يشكل الجزء الأكبر من  الجيش الأبيض  المنتصر بالحرب الأهلية الفنلندية (1918).
بعد الحرب، تم تأسيس قوات الدفاع الفنلندية وخدمة الشرطة النظامية. واعتبر الحرس الأبيض من 1919 حتى 1934 جزءاً تطوعياً بالجيش، وكانت تشكيلات الحرس المنفصلة قوات احتياط، ولكن في عام 1934، تم توحيد جميع قوات الدفاع في الجيش النظامي وتم اقتصار دور الحرس على كونه منظمة تدريب دفاعي تطوعية. سياسياً، كان محايداً رغم مناهضته لليسار، ومعاداته الواضحة للشيوعية ومحافظته ورفضه الواسع داخل الحركة العمالية واليسار السياسي. ولكن أجزاءً منه شكلت القوة الرئيسية بانقلاب حركة لابوا الفاشل وتمرد مانتســَـلا (1932). خدمت عناصر الحرس الأبيض في الجيش النظامي خلال الحرب العالمية الثانية. تم حل الحرس الأبيض بموجب شروط معاهدة السلام الفنلندية السوفياتية بعد الحرب العالمية الثانية.
كانت هنالك ميليشيات شبه عسكرية مماثلة في استونيا ولاتفيا وليتوانيا، أي البلاد التي كانت تحت السيادة الروسية حتى نهاية الحرب العالمية الأولى كحال فنلندا، وظلت هذه الميليشيات قائمة حتى الحرب العالمية الثانية، وتطورت جزئيا لتكون الحرس الوطني. ينبغي تمييز هذه الظاهرة عن الفريكوربس التي تأسست في ألمانيا بعد هزيمتها في الحرب العالمية الأولى.رغم وجود بعض أوجه التشابه.

## السياق التاريخي
في سنوات القرن العشرين الأولى، سعت روسيا لإلغاء حالة تمتع فنلندا بالحكم ذاتي. فأدى ذلك لشعور شديد بالسخط في المجتمع الفنلندي. في عام 1905، خسرت روسيا حربها مع اليابان. في روسيا سبب هذا اندلاع ثورة 1905. وفي فنلندا، تمثلت الاضطرابات في إضراب عام. خلال الإضراب، تفككت قوات الشرطة الفنلندية لارتباطها الوثيق بالسلطات الروسية. نظـّم أفراد مرتبطون بالحزبين الدستوري والاشتراكي الديمقراطي تلقائياً عناصر الحرس البلدي غير المسلحين غالباً. في البداية، عملت جميع الأطرف السياسية سوية، ولكن بحلول عام 1906، انقسم الحرس المدني في المدن الكبرى بين التوجهات الحزبية. وقع أول صدام عنيف بين الحرسـَين الأحمر والأبيض في يوليو 1906 في هلسنكي، لكن بعد عودة الحكم الذاتي الفنلندي، تخلى الاشتراكيون الديموقراطيون المعتدلون وكل الحزب الدستوري عن الأنشطة العسكرية. إلا أن حرس هلسنكي الأحمر الراديكالي لم يـُحل، رغم صدور قرار من قيادة الحزب الديمقراطي الاشتراكي، وشارك في تمرد قلعة فيابوري إلى جانب الجيش الثوري الروسي. في قتال لاحق، دمرت القوات الامبراطورية الروسية الحرس الأحمر كمنظمة.
سببت ثورة فبراير من عام 1917 في روسيا انهيار السلطة الروسية السياسية والعسكرية في فنلندا. تفككت الشرطة الفنلندية المرتبطة بروسيا مرة أخرى، في حين شاركت القوات الروسية غير المنضبطة في أعمال عنف، كانت معظمها ضد ضباطهم. خلال صيف عام 1917، تأسست مجموعات شبه العسكرية عفوية لضمان السلام والنظام. رغم أن تأسيس «فرق النار» لم يتم غالباً على أساس حزبي، فإنها عادة ما انقسمت إلى فصيلين متعارضين خلال خريف عام 1917. سعى الحرسان الأحمر والأبيض غير المسلحين في البداية للحصول على أسلحة. تحصل الحرس الأحمر عادة على الأسلحة من الوحدات العسكرية الروسية الثورية، بينما تحصل الحرس الأبيض عليها من أنصار سويديين وألمان في الخارج. في ذات الوقت، تصاعدت التوترات السياسية بين الاشتراكيين وغير الاشتراكيين. داخل الحزب الديمقراطي الاشتراكي، خرجت القيادة الرسمية عن مسارها في حين اكتسبت الجنة التنفيذية للحرس الأحمر والنقابات العمالية مزيداً من القوة.

## الحرس الأبيض في الحرب الأهلية
اقترح مجلس الشيوخ برئاسة بير إفيند سفينهوفد إعلان الاستقلال، واعتمده البرلمان في 6 ديسمبر سنة 1917. ولأن اعلان الاستقلال شيء، وممارسة السلطلة على الأراضي شيء آخر، لم يكن أمام «مجلس شيوخ الأبيض» سوى الاعتماد على «الحرس الأبيض» في تلك الأونة. كان في فنلندا 42500 جندي روسي.
رغم حل الجيش الامبراطوري الروسي ببطء، وبدء في سحب وحداته من فنلندا بالفعل، شـَكـّل عدم انضباط العسكريين الروس تحدياً كبيراً للسلطة الفنلندية.
في البرلمان، أثارت مسألة تشكيل قوة أمنية جديدة الجدل. في 13 يناير 1918، أعطت الغالبية غير الاشتراكية الإذن لمجلس الشيوخ (الحكومة الفنلندية) بتنظيم قوة شرطة من الحرس الأبيض. وسرعان طلب مجلس الشيوخ من الجنرال مانرهايم تشكيل جيش فنلندي جديد على أساس ميليشيا الحرس الأبيض. في جنوب كاريليا، وقعت اشتباكات محدودة بين الحرسين الأبيض والأحمر لمحاولتهما تأمين خط سكة حديد إلى سانت بطرسبرغ. في ليلة السابع والعشرين من يناير، بدأ الحرس الأبيض بنزع سلاح واعتقال الحاميات الروسية في بوهيانما. وخلال الليلة نفسها، أعلنت اللجنة التنفيذية للحرس الأحمر قيام جمهورية العمال الفنلندية الاشتراكية في هلسنكي. فاندلعت الحرب الأهلية الفنلندية.
لم يكن لا الحرس الأحمر ولا الحرس الأبيض مدربين على القتال. وتم بناء هياكلهما على عجل. الجيش الأبيض كان أفضل تأسيساً، بانضمام 2000 مقاتل من حركة يآكاري دربتهم ألمانيا منذ عام 1915. هذه القوات مدربة كانت قادرة على العمل كمدربين وضباط، مشكلين القيادة وفيلق ضباط صف من الجيش المجند الجديد. بالإضافة إلى ذلك، كان بصفوف الجانب الأبيض 1200 متطوعاً سويدياً، جزء كبير منهم ضباط، وعدد كبير من الضباط الفنلنديين الذين سبقت لهم الخدمة في الجيش الامبراطوري الروسي، ولكن عادوا إلى بلادهم بعد الثورة.
وإن كان الحرس الأبيض قد شكل الجزء الأكبر من الجيش الأبيض في بداية الحرب، سرعان ما ساوت الوحدات المجندة وحدات الحرس الأبيض عدداً. حسمت تلك القوات الأفضل انضباطاً وتدريباً بكثير من متطوعي الحرس نتائج الحرب. لم ينفذ الجانب الأحمر التجنيد الإلزامي، فكان واحداً من أسباب نهايته.
بعد أربعة أشهر من الحرب الأهلية المريرة، هـُزم الحرس الأحمر، واعتـُرف بالحرس الأبيض كأحد العوامل الرئيسية في تحقيق الانتصار. في الواقع، كان لتدخل الوحدات الألمانية وخصوصاً الألفين يآكاري المدربين على يد الالمان دوراً فعالاً في فوز الأبيض، ولكن لأسباب سياسية، جرى التأكيد بشدة على أهمية الحرس الأبيض.
دارت رحى الحرب الأهلية في وقت كانت فنلندا تركز فيه على التهديد الروسي: كانت روسيا قد حاولت ترويس فنلندا لمدة 20 عاما؛ وسعت للحد من الحكم الذاتي في فنلندا؛ وكان الجنود الروس مصدراً فورياً للاضطراب قبل الحرب؛ واعتـُبر البلاشفة الروس أعداء أيديولوجيين خطيرين. في هذه الأجواء، كان من السهل أن ترى قطاعات واسعة من الشعب الفنلندي في الحرب الأهلية حرباً للتحرر من روسيا. وبناء على ذلك، وُصـِم الحـُمر بالخيانة.
و وُصف الحرس الأبيض بالمقاتلين من أجل حرية فنلندا. مع ذلك، كانت آثار الحرب الأهلية دموية للغاية. فلقتل الحـُمر نحو 1100 شخص في المناطق التي الواقعة تحت سيطرتهم (ما سـُمى الإرهاب الأحمر)، رد البيض على ذلك بلا رحمة، فأعدموا حوالي 7370 شخصا بعد الاستيلاء على المناطق الحمراء (ما سـُمى الإرهاب الأبيض). وتشير التقديرات إلى إعدام حوالي 9720 فنلندي في الحرب الأهلية وتداعياتها. وقتل نحو 4000 أبيض و4500 أحمر في العمليات القتالية. ويزعم موت 20000 فنلندي آخر بمجاعة عام 1918. من بين الهالكين، حوالي 13000 شخص كانوا في معسكرات الاعتقال. بسبب القسوة والرغبة في الانتقام، لقب الحـُمرُ الحرسَ الأبيض بحرس الجزارين (Lahtarikaarti).

## الحرس الأبيض بعد الحرب الأهلية
بعد الحرب الأهلية، باتت مهمة الحرس الأبيض غير واضحة. ففي بعض البلديات، استـُوعب الحرس الأبيض المحلي كجزء من الإدارة البلدية. وفي حالات أخرى، اعتبر بأن للمنظمة دور سياسي رئيسي في الحفاظ على نتيجة الحرب. أعطيت المنظمة أساس قانوني في 2 أغسطس 1918 بموجب مرسوم صادر عن مجلس الوزراء الفنلندي. تم إجراء تغييرات على المرسوم في وقت لاحق، لتحسين هيكل المنظمة. منذ البداية، اعتبر الحرس الأبيض جزءاً تطوعياً من الجيش الفنلندي.
كانت مهمة الحرس الأبيض المحلي في السنوات ال 20 التالية - وصولا إلى حرب الشتاء - خليطاً بين فيلق من قدامي المحاربين والحرس المحلي. بعد عام 1921، وتألفت لتنظيم الحرس الأبيض من المقاطعات هيئة الأركان العامة، الحرس الأبيض والمحلية فصول الحرس الأبيض. وكان كل بلدية على الأقل فصل واحد، وهو في جزء منه بمثابة منظمة غير حكومية، ولكن في الشؤون العسكرية كانت جزءا من سلسلة وطنية من الأمر. بالمعنى الاقتصادي، كل فصل كان مسؤولا عن التمويل الخاصة بها، على الرغم من أنه حصل على منحة صغيرة من ميزانية الدولة. والحرس الأبيض كانت نشطة في فروع عديدة من الحياة. ونظمت الأنشطة الرياضية، وخصوصا التزلج الريفي والرماية السباق الموجه البيسابالو. للحصول على جمع التبرعات، وتنظيم فصول أحداث غير رسمية عديدة واليانصيب. وتشير التقديرات إلى أن تم تنظيم نحو خمس جميع الحصول على لقاءات في فنلندا من قبل الحرس الأبيض. وتحقيقا لهذه الغاية، وكان الحرس الأبيض فصول عدة مئات من الجوقات والفرق الموسيقية والفرق المسرحية.